# Izet Bebeziqi
Izet Bebeziqi (ur. 11 października 1905 w Szkodrze, zm. 22 czerwca 1982) – albański albanolog, więzień polityczny okresu okupacji włoskiej oraz rządów komunistycznych.

## Życiorys
W 1934 roku ukończył studia filologiczne na Uniwersytecie Wiedeńskim. Po powrocie do Albanii pracował jako nauczyciel w Szkole Technicznej w Tiranie.
Decyzją albańskiego Ministerstwa Oświaty, 26 listopada 1940 r. został zwolniony z pracy nauczyciela za czynną działalność antyfaszystowską (brał udział w antyfaszystowskich demonstracjach w Tiranie i zrywał włoskie flagi w Korczy). Został skazany na 5 lat internowania w Ventotene, jednak został wypuszczony na wolność w 1943 roku w związku z upadkiem reżimu Mussoliniego.
W 1944 roku był współzałożycielem Towarzystwa Chorwacko-Albańskiego.
W 1945 roku zamieszkał w Szkodrze, gdzie otworzył własną bibliotekę i utworzył socjalistyczną organizację Nush Radovani. Biblioteka została następnego roku przejęta przez władze komunistyczne, a organizacja została rozwiązana. Sam Izet Bebeziqi został natomiast skazany na 7 lat więzienia. Po wyjściu z więzienia w 1953 roku pracował jako bibliotekarz w Bibliotece im. Marina Barletiego w Szkodrze.
Znał 13 języków obcych: niemiecki, włoski, serbsko-chorwacki, turecki, arabski, hiszpański, francuski, rumuński, rosyjski, grecki, starogrecki, łaciński i sanskryt.

## Tytuły
W 1994 roku pośmiertnie przyznano mu tytuł Nauczyciela Ludu.